# جيل جونز
جيل جونز مصطلح صاغه جوناثان بونتيل لوصف مجموعة من الأشخاص المولودين في الفترة ما بين 1954 و1965. وقد عرَّف بونتيل جيل جونز على أنه يشير إلى النصف الثاني من موجة الارتفاع الحاد في نسبة المواليد بعد الحرب العالمية الثانية  يشمل المصطلح أيضًا الموجة الأولى من الجيل إكس.
والمصطلح «جيل جونز» له عدة دلالات، بما في ذلك جيل مجهول كبير، و«تنافس مع الجيران»، والكلمة العامية «جونز» التي تعني الرغبة الملحة أو التلهف الشديد. ويقال إنه كان هناك توقعات كبيرة لجيل جونز كأطفال مولودين في فترة الستينيات من القرن الماضي، ثم ظهرت حقيقة مختلفة تشير إلى أنهم مولودون في السبعينيات والستينيات من القرن نفسه، وهو ما جعلهم يتصفون بصفات غير متبادلة تنم عن «رغبة شديدة في الحصول على الأشياء». بالإضافة إلى أن المصطلح يصور تأثير الأغنية «مستر جونز» التي أنشدتها فرقة كاونتينج كروز الموسيقية.

## أبعاد ثقافية واقتصادية وسياسية
لقد تمت الكتابة عن جيل جونز في الصحف والمجلات وتناولته برامج التلفاز والراديو. وقد ظهر بونتل في شبكات تلفاز، مثل سي إن إن وإم إس إن بي سي وبي بي سي، حيث ناقش من خلاله ما تضمنه ظهور هذا الجيل من آثار ثقافية واقتصادية وسياسية.
وفي عالم الأعمال، أصبح جيل جونز جزءًا من التخطيط الإستراتيجي للعديد من الشركات والصناعات، لا سيما في سياق استهدافهم من خلال الجهود التسويقية. لقد أجرت وكالة كارات، وهي وكالة أوروبية لشراء وسائل الإعلام، أبحاثًا واسعة النطاق على مستهلكي جيل جونز.
وبالنسبة للآثار السياسية، فقد ظهر جيل جونز كشريحة تصويت حاسمة في الانتخابات الغربية. ففي انتخابات الكونجرس الأمريكي 2006 وانتخابات الرئاسة الأمريكية 2004، وانتخابات المملكة المتحدة 2005، وُصف الدور الانتخابي لجيل جونز من قبل وسائل الإعلام واستطلاعات الرأي السياسية بأنه محوري. في الانتخابات الرئاسية الأميركية للعام 2008، كان ينظر لجيل جونز مرة أخرى بأنه شريحة انتخابية رئيسية، ويرجع هذا بدرجة كبيرة إلى أنهم كانوا يمثلون الأصوات المتقلبة خلال الدورة الانتخابية. وقد خصا الصحفيان الكبيران كلارينس بيج وبيتر فن الدور الذي لعبه مصوتو جيل جونز بأنه حاسم في الأسابيع الأخيرة من الحملة الانتخابية 
وقد تم القيام بالعديد من الدراسات من خلال استطلاعات الرأي السياسية والمنشورات التي تحلل السلوك الانتخابي لجيل جونز.
في انتخابات الرئاسة الأمريكية التي تم فيها انتخاب باراك أوباما، المولود في 1961، بالإضافة إلى مرشح نائب الرئيس من الحزب الجمهوري،سارة بالين، المولودة في 1964، تم إيلاء المزيد من الاهتمام لجيل جونز. وقد أشار العديد من الصحفيين والمنشورات والخبراء إلى أن أوباما هو من جيل جونز، ومن بينهم جوناثان ألتر (نيوزويك) و ديفيد بروكس (نيويورك تايمز) وكارين توميولتي (مجلة تايمز).
وتكمن الخصائص الأساسية لأفراد هذا الجيل في قلة التفاؤل وعدم الثقة بالحكومة والسخرية العامة.

## وصلات خارجية
- Generation Jones news website